# فلز نفيس

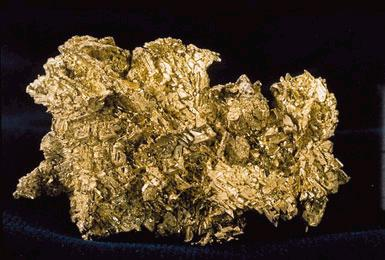
قطعة من الذهب الخام

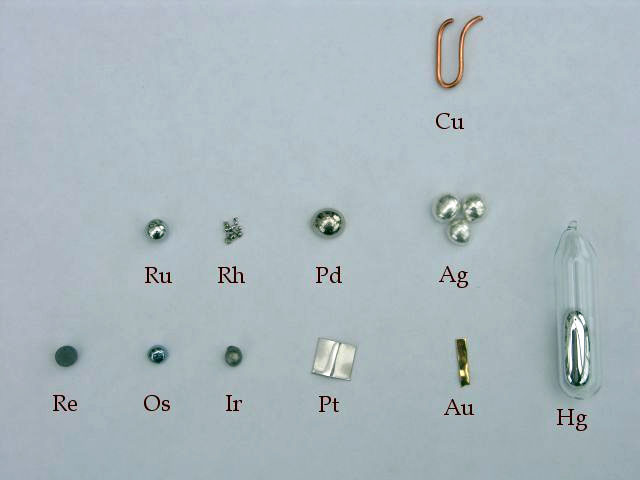
تشكيلة من المعادن الثمينة

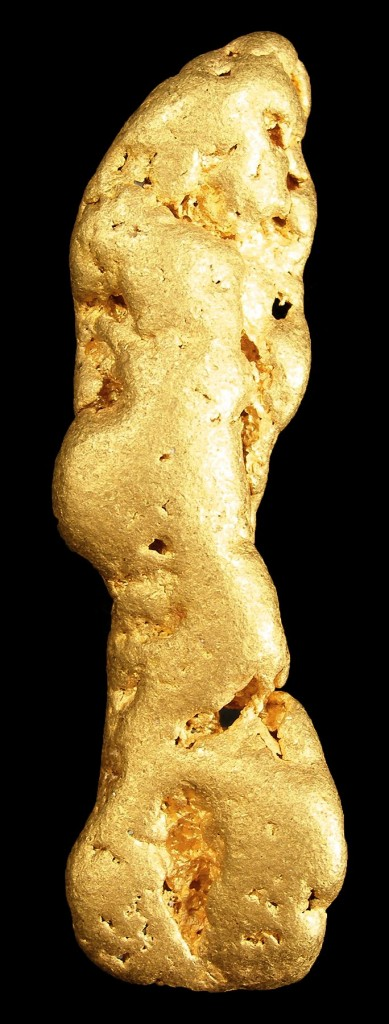
قطعة كبيرة من الذهب الخام وجدت في جبال كاسكوكويم، في وسط ألاسكا، في الولايات المتحدة. بأبعاد 6,6 × 2 × 1,1 سم، وتزن حوالي 77 غرام.

الفلزات النفيسة (ملاحظة 1) هي عناصر كيميائية معدنية نادرة طبيعية التشكل ذات قيمة اقتصادية عالية.
كيميائيًا، فإن المعادن الثمينة أقل تفاعلية من معظم العناصر وأكثر بريقًا وليونة ومرونة كما أن درجة انصهارها أعلى من المعادن الأخرى. تاريخيًا، استخدمت المعادن الثمينة كعملات، لكنها الآن أساس للاستثمار والسلع الصناعية. تمتلك كل من الذهب والفضة والبلاتين والبلاديوم رمز عملة ISO 4217.